# Chariobas subtropicalis
Chariobas subtropicalis är en spindelart som beskrevs av Lawrence 1952. Chariobas subtropicalis ingår i släktet Chariobas och familjen Zodariidae. Inga underarter finns listade i Catalogue of Life.